# Teixidor gorjabrú meridional
El teixidor gorjabrú meridional (Ploceus xanthopterus) és un ocell de la família dels ploceids (Ploceidae).

## Hàbitat i distribució
Habita canyars al sud-oest de Zàmbia, extrem nord-est de Namíbia, nord de Botswana, sud-est de Tanzània, Malawi, est de Zimbabwe, centre i sud de Moçambic i est de Sud-àfrica.